# Romain Bardet
Romain Bardet (* 9. listopadu 1990) je francouzský profesionální silniční cyklista jezdící za UCI WorldTeam Team DSM. Známý je zejména díky svým vrchařským schopnostem, díky nimž se řadí mezi přední jezdce na celkové pořadí Grand Tours.

## Kariéra

### AG2R La Mondiale (2012–2020)

#### 2012–2014
Bardet se stal profesionálem v roce 2012. Zviditelnil se hlavně na závodu Kolem Turecka, kde zaútočil v horské 3. etapě a nakonec získal 5. místo. Do cíle dojel na celkovém 5. místě.

### Team DSM (2021–)
V srpnu 2020 Bardet podepsal dvouletý kontrakt s Teamem Sunweb, později přejmenovaném na Team DSM, od sezóny 2021.
V květnu se Bardet zúčastnil Gira d'Italia, kde sdílel roli lídra týmu s Jaiem Hindleym, celkově druhým z předchozího ročníku. Postupně se posouval celkovým pořadím a po 14. etapě s cílem na Monte Zoncolanu se dostal do top desítky. V 16. etapě dojel druhý za Eganem Bernalem a po předposlední etapě, v níž dojel čtvrtý, se posunul na celkové 5. místo. V poslední etapě, individuální časovce, se však propadl na 7. místo za Joãa Almeidu a Daniela Martíneze. V srpnu Bardet vyhrál 3. etapu Vuelty a Burgos a dostal se do čela celkového pořadí i přes nehodu při sjezdu z vrcholu Picón Blanco. Před poslední etapou si držel náskok 45 sekund na Mikela Landu, ale vedení se mu nepodařilo obhájit poté, co odpadnul v posledních 3 kilometrech. Jeho finálním výsledkem bylo celkové 6. místo a vítězství ve vrchařské soutěži.

## Hlavní výsledky
2009
Tour des Pays de Savoie
5. místo celkově
2010
Tour de l'Avenir
6. místo celkově
Tour des Pays de Savoie
8. místo celkově
Giro delle Regioni
8. místo celkově
Ronde de l'Isard
9. místo celkově
vítěz 4. etapy
10. místo Piccolo Giro di Lombardia
2011
Tour de l'Avenir
vítěz 5. etapy
Tour des Pays de Savoie
2. místo celkově
vítěz 2. a 3. etapy
2. místo Lutych–Bastogne–Lutych Espoirs
Ronde de l'Isard
4. místo celkově
Giro della Regione Friuli Venezia Giulia
6. místo celkově
9. místo GP Palio del Recioto
2012
Kolem Turecka
5. místo celkově
2013
Tour de l'Ain
 celkový vítěz
 vítěz bodovací soutěže
3. místo Les Boucles du Sud Ardèche
Route du Sud
4. místo celkově
Tour of Beijing
5. místo celkově
 vítěz soutěže mladých jezdců
Étoile de Bessèges
7. místo celkově
Tour de France
 cena bojovnosti po 9. etapě
2014
vítěz La Drôme Classic
Kolem Ománu
 vítěz soutěže mladých jezdců
Tour de l'Ain
2. místo celkově
Volta a Catalunya
4. místo celkově
4. místo Classic Sud-Ardèche
Critérium du Dauphiné
5. místo celkově
5. místo Grand Prix Cycliste de Montréal
Tour de France
6. místo celkově
lídr  po 10. – 15. etapě
 cena bojovnosti po 17. etapě
10. místo Grand Prix La Marseillaise
10. místo Paříž–Camembert
10. místo Lutych–Bastogne–Lutych
2015
3. místo International Road Cycling Challenge
Vuelta a Andalucía
5. místo celkově
Critérium du Dauphiné
6. místo celkově
vítěz 5. etapy
6. místo Lutych–Bastogne–Lutych
7. místo Grand Prix Cycliste de Montréal
Giro del Trentino
9. místo celkově
Tour de Romandie
9. místo celkově
Tour de France
9. místo celkově
vítěz 18. etapy
 cena bojovnosti po 18. etapě a celková
lídr  po 19. etapě
2016
Tour de France
2. místo celkově
vítěz 19. etapy
Kolem Ománu
2. místo celkově
Critérium du Dauphiné
2. místo celkově
2. místo Giro dell'Emilia
4. místo Giro di Lombardia
5. místo Classic Sud-Ardèche
Volta a Catalunya
6. místo celkově
Giro del Trentino
6. místo celkově
8. místo UCI World Tour
8. místo La Drôme Classic
Paříž–Nice
9. místo celkově
9. místo Milán–Turín
2017
Tour de France
3. místo celkově
vítěz 12. etapy
Critérium du Dauphiné
6. místo celkově
6. místo Lutych–Bastogne–Lutych
Volta a Catalunya
10. místo celkově
Vuelta a España
 cena bojovnosti po 11. etapě
2018
vítěz Classic Sud-Ardèche
Mistrovstvi světa
 2. místo silniční závod
2. místo Strade Bianche
2. místo Tour du Finistère
3. místo Giro della Toscana
Critérium du Dauphiné
3. místo celkově
3. místo Lutych–Bastogne–Lutych
Tour de France
6. místo celkově
6. místo Giro dell'Emilia
Deutschland Tour
8. místo celkově
8. místo La Drôme Classic
8. místo Grand Prix La Marseillaise
9. místo Valonský šíp
2019
Tour se France
 vítěz vrchařské soutěže
Tour du Haut Var
2. místo celkově
2. místo Mont Ventoux Dénivelé Challenge
4. místo Classic Sud-Ardèche
Paříž–Nice
5. místo celkově
7. místo La Drôme Classic
9. místo Amstel Gold Race
Critérium du Dauphiné
10. místo celkově
2020
Tour des Alpes-Maritimes et du Var
2. místo celkově
Critérium du Dauphiné
6. místo celkově
7. místo Paříž–Tours
Route d'Occitanie
8. místo celkově
2021
Vuelta a España
vítěz 14. etapy
lídr  po etapách 14 – 17
Vuelta a Burgos
6. místo celkově
 vítěz vrchařské soutěže
vítěz 3. etapy
Giro d'Italia
7. místo celkově
Tirreno–Adriatico
8. místo celkově
Tour of the Alps
9. místo celkově
2022
Tour of the Alps
 celkový vítěz
UAE Tour
9. místo celkově
Tour de France
6. místo celkově
8. místo Grand Prix Cycliste de Montréal
9. místo Il Lombardia
2023
Vuelta a España
vítěz 1. etapy (TTT)
5. místo Tour de Suisse
7. místo Paříž–Nice
7. místo Tour de Romandie
8. místo Tour des Alpes-Maritimes et du Var
9. místo Valonský šíp
2024
2. místo Lutych–Bastogne–Lutych
3. místo Classic Var
5. místo Tour of the Alps
Giro d'Italia
9. místo celkově
 vítěz ceny bojovnosti 8. etapy
Tour de France
 po 1. etapě
vítěz 1. etapy

#### Výsledky na etapových závodech
| Výsledky na Grand Tours        |      |      |      |      |      |      |      |      |      |      |      |      |      |
| Grand Tour                     | 2012 | 2013 | 2014 | 2015 | 2016 | 2017 | 2018 | 2019 | 2020 | 2021 | 2022 | 2023 | 2024 |
| Giro d'Italia                  | —    | —    | —    | —    | —    | —    | —    | —    | —    | 7    | DNF  | —    | 9    |
| Tour de France                 | —    | 15   | 6    | 9    | 2    | 3    | 6    | 15   | DNF  | —    | 6    | DNF  | 30   |
| Vuelta a España                | —    | —    | —    | —    | —    | 17   | —    | —    | —    | 25   | —    | 21   |      |
| Výsledky na etapových závodech |      |      |      |      |      |      |      |      |      |      |      |      |      |
| Závod                          | 2012 | 2013 | 2014 | 2015 | 2016 | 2017 | 2018 | 2019 | 2020 | 2021 | 2022 | 2023 | 2024 |
| Paříž–Nice                     | —    | 27   | 36   | 14   | 9    | DSQ  | —    | 5    | 19   | —    | —    | 7    | —    |
| Tirreno–Adriatico              | —    | —    | —    | —    | —    | —    | 13   | —    | —    | 8    | 12   | —    | DNF  |
| Volta a Catalunya              | 40   | —    | 4    | DNF  | 6    | 10   | —    | DNF  | NS   | —    | —    | DNF  | —    |
| Kolem Baskicka                 | —    | 53   | —    | —    | —    | 15   | 13   | —    | NS   | —    | —    | —    | —    |
| Tour de Romandie               | —    | —    | —    | 9    | —    | —    | —    | —    | NS   | —    | —    | 7    | —    |
| Critérium du Dauphiné          | —    | —    | 5    | 6    | 2    | 6    | 3    | 10   | 6    | —    | —    | —    |      |
| Tour de Suisse                 | —    | —    | —    | —    | —    | —    | —    | —    | NS   | —    | —    | 5    |      |

#### Výsledky na klasikách
| Monument                        | 2012 | 2013 | 2014 | 2015 | 2016 | 2017 | 2018 | 2019 | 2020 | 2021 | 2022 | 2023 | 2024 |
| ------------------------------- | ---- | ---- | ---- | ---- | ---- | ---- | ---- | ---- | ---- | ---- | ---- | ---- | ---- |
| Milán – San Remo                | —    | 17   | —    | —    | —    | —    | —    | 50   | —    | 27   | —    | —    | —    |
| Kolem Flander                   | —    | —    | —    | —    | —    | —    | —    | —    | 25   | —    | —    | —    | —    |
| Paříž–Roubaix                   | —    | —    | —    | —    | —    | —    | —    | —    | NS   | —    | —    | —    | —    |
| Lutych–Bastogne–Lutych          | —    | 13   | 10   | 6    | 13   | 6    | 3    | 21   | —    | —    | DNF  | 15   | 2    |
| Giro di Lombardia               | 29   | —    | 11   | 17   | 4    | —    | DNF  | —    | —    | 8    | 9    | 11   |      |
| Klasika                         | 2012 | 2013 | 2014 | 2015 | 2016 | 2017 | 2018 | 2019 | 2020 | 2021 | 2022 | 2023 | 2024 |
| Strade Bianche                  | —    | —    | —    | —    | —    | —    | 2    | —    | —    | 20   | —    | —    | 17   |
| Brabantský šíp                  | —    | —    | —    | 20   | —    | —    | —    | —    | 27   | —    | —    | —    | —    |
| Amstel Gold Race                | 25   | 48   | 33   | —    | —    | —    | —    | 9    | NS   | —    | —    | —    | —    |
| Valonský šíp                    | 29   | 111  | 35   | —    | —    | 13   | 9    | 13   | —    | —    | —    | 9    | —    |
| Clásica de San Sebastián        | 33   | 20   | 18   | 84   | —    | —    | —    | —    | NS   | —    | —    | 38   |      |
| Grand Prix Cycliste de Québec   | 56   | 107  | 24   | 35   | 22   | —    | —    | —    | NS   | NS   | 20   | —    |      |
| Grand Prix Cycliste de Montréal | 22   | 16   | 5    | 7    | 20   | —    | —    | —    | NS   | NS   | 8    | —    |      |
| Milán–Turín                     | 43   | —    | —    | 11   | 9    | —    | —    | —    | —    | —    | —    | —    |      |
| Paříž–Tours                     | —    | —    | —    | —    | —    | —    | —    | —    | 7    | —    | —    | —    |      |

| —   | Nezúčastnil se  |
| DNF | Nedokončil      |
| DSQ | Diskvalifikován |
| NS  | Nekonalo se     |